# Little Man (lied)
Little Man is een hit van het Amerikaanse echtpaar en muzikaal duo Sonny & Cher. 

## België
Het nummer kwam in oktober 1966 binnen in de Ultratop en bleef er 2 weken op de eerste plaats in zowel Vlaanderen als Wallonië.

## Nederland
Het nummer bereikte op 8 oktober 1966 de eerste plaats op de Veronica Top 40, een positie die het zes weken volhield.

### Hitnotering

#### Nederlandse Top 40
| "Little Man" in de Nederlandse Top 40 - binnen 01-10-1966 | "Little Man" in de Nederlandse Top 40 - binnen 01-10-1966 | "Little Man" in de Nederlandse Top 40 - binnen 01-10-1966 | "Little Man" in de Nederlandse Top 40 - binnen 01-10-1966 | "Little Man" in de Nederlandse Top 40 - binnen 01-10-1966 | "Little Man" in de Nederlandse Top 40 - binnen 01-10-1966 | "Little Man" in de Nederlandse Top 40 - binnen 01-10-1966 | "Little Man" in de Nederlandse Top 40 - binnen 01-10-1966 | "Little Man" in de Nederlandse Top 40 - binnen 01-10-1966 | "Little Man" in de Nederlandse Top 40 - binnen 01-10-1966 | "Little Man" in de Nederlandse Top 40 - binnen 01-10-1966 | "Little Man" in de Nederlandse Top 40 - binnen 01-10-1966 | "Little Man" in de Nederlandse Top 40 - binnen 01-10-1966 | "Little Man" in de Nederlandse Top 40 - binnen 01-10-1966 | "Little Man" in de Nederlandse Top 40 - binnen 01-10-1966 | "Little Man" in de Nederlandse Top 40 - binnen 01-10-1966 | "Little Man" in de Nederlandse Top 40 - binnen 01-10-1966 | "Little Man" in de Nederlandse Top 40 - binnen 01-10-1966 |
| Week                                                      | 1                                                         | 2                                                         | 3                                                         | 4                                                         | 5                                                         | 6                                                         | 7                                                         | 8                                                         | 9                                                         | 10                                                        | 11                                                        | 12                                                        | 13                                                        | 14                                                        | 15                                                        | 16                                                        |                                                           |
| --------------------------------------------------------- | --------------------------------------------------------- | --------------------------------------------------------- | --------------------------------------------------------- | --------------------------------------------------------- | --------------------------------------------------------- | --------------------------------------------------------- | --------------------------------------------------------- | --------------------------------------------------------- | --------------------------------------------------------- | --------------------------------------------------------- | --------------------------------------------------------- | --------------------------------------------------------- | --------------------------------------------------------- | --------------------------------------------------------- | --------------------------------------------------------- | --------------------------------------------------------- | --------------------------------------------------------- |
| Nummer                                                    | 17                                                        | 1                                                         | 1                                                         | 1                                                         | 1                                                         | 1                                                         | 1                                                         | 2                                                         | 3                                                         | 3                                                         | 3                                                         | 9                                                         | 15                                                        | 21                                                        | 27                                                        | 37                                                        | uit                                                       |

#### NPO Radio 2 Top 2000
| Nummer met noteringen in de NPO Radio 2 Top 2000 | '99 | '00  | '01  | '02  | '03  | '04  | '05  | '06  | '07  | '08  |
| ------------------------------------------------ | --- | ---- | ---- | ---- | ---- | ---- | ---- | ---- | ---- | ---- |
| Little Man                                       | 917 | 1336 | 1562 | 1521 | 1545 | 1494 | 1752 | 1601 | 1998 | 1651 |

1. ↑  Een vetgedrukt getal geeft de hoogste notering aan.
2. ↑  Deze tabel is bijgewerkt tot en met de laatste editie (2024).